# Santos Cape Town Football Club
Maillots
Le Santos Cape Town Football Club est un club de football sud-africain basé au Cap.

## Palmarès
- Championnat d'Afrique du Sud
  - Champion : 2002

- Coupe d'Afrique du Sud
  - Vainqueur : 2003